# Al-Kawkab Football Club
Al-Kawkab Football Club (en árabe: نادي الكوكب‎) es un equipo de fútbol saudita que juega en la Liga Príncipe Mohammad bin Salman, la segunda categoría del fútbol profesional en el país.